# Soledad Acosta
Soledad Acosta Kemble (Bogotà, 5 maggio 1833 – Bogotà, 17 marzo 1913) è stata una scrittrice e giornalista colombiana.

## Biografia
Soledad nacque il 5 maggio 1833 da Tomás Joaquín de Acosta e Pérez de Guzmán e da sua moglie Caroline Kemble Rowe a Bogotá.
Suo padre era nativo di Guaduas, figlio di immigrati spagnoli, era uno scienziato, diplomatico e generale; sua madre invece era nativa di Kingston, Giamaica, figlia del collezionista scozzese Gideon Kemble.
Il 5 maggio 1855 sposò José María Samper Agudelo, rinomato scrittore e giornalista, e insieme ebbero tre figlie, Bertilda, Carolina (1857) e María Josefa (1860). Dia Acosta morì nel 1872 a causa di vaiolo a Bogotà.
Ebbe un'educazione molto più buona rispetto alle donne dell'epoca, non perché essa avesse genitori ricchi, ma per la sua capacità e per le sue opere.
Collaborò a vari quotidiani, tra cui El Comercio, El Deber, Revista Americana e altri. 
Nei suoi scritti spesso parlava di temi femministi, per esempio la parità tra uomo e donna.

## Opere
- (ES) Soledad Acosta, Novelas y Cuadros de la Vida Suramericana, Gand, Belgio, Eugene Vanderhaeghen, 1869, ISBN 978-987-1136-45-2, OCLC 7568301.
- (ES) Soledad Acosta, Los Piratas En Cartagena, Bogotà, Colombia, La Luz, 1886, OCLC 228041823.
- (ES) Samper Acosta, Una Holandesa En America, Willemstad, Curaçao, A. Betancourt, 1888  [1876], OCLC 15266567.
- (ES) Soledad Acosta, La Mujer En La Sociedad Moderna, Paris, France, Garnier, 1895, OCLC 1547187.
- (ES) Soledad Acosta, Biografía del general Joaquín Acosta: prócer de la independencia, historiador, geógrafo, hombre científico y filántropo, Bogotà, Colombia, Camacho Roldán & Tamayo, 1901, OCLC 7706472.